# Bilibili
Bilibili (estilitzat bilibili, xinès tradicional: 嗶哩嗶哩, xinès simplificat: 哔哩哔哩, pinyin: bīlībīlī), és un lloc web xinés d'allotjament de vídeos amb seu a Shanghai. Cobreix la temàtica d'animació, còmics i jocs (ACG), on els usuaris poden enviar, vore i afegir comentaris superposats als vídeos. Bilibili utilitza Adobe Flash o HTML5 per a reproduir els vídeos enviats per l'usuari i allotjats per ell mateix o per fonts de tercers, amb un sistema de comentaris de desplaçament danmu. Des de mitjans de la dècada del 2010, Bilibili va començar a expandir-se a un públic més ampli des del seu nínxol de mercat original centrat en l'animació i els jocs, i s'ha convertit en una de les principals plataformes de transmissió de vídeo baix demanda de la Xina, programant reeixits documentals, espectacles de varietats i altres programes originals.
Bilibili hostatja vídeos sobre diversos temes, com ara anime, música, dansa, ciència i tecnologia, pel·lícules, drama, moda i Let's Play de videojocs, però també és conegut per les extenses paròdies d'estil kuso dels creadors de contingut subcultural. Bilibili ofereix un servei de transmissió en directe on l'audiència pot interactuar amb els streamers. A més dels vídeos, Bilibili també ofereix jocs, principalment jocs per a mòbils de temàtica ACG, com ara la versió xinesa de Fate/Grand Order.
El fundador de Bilibili, Xu Yi, va crear un lloc web prototip anomenat Mikufans.cn tres dies després de graduar-se a la universitat. Va rellançar el lloc web el 24 de gener de 2010 amb el nom de Bilibili. Més tard, el 2011, va fundar una startup, Hangzhou Huandian Technology, per a gestionar el desenvolupament i l'operació de Bilibili. Des de novembre de 2014, Chen Rui ha sigut el conseller delegat i president del consell d'administració de Bilibili.
El setembre de 2020, la companyia va llançar el seu primer satèl·lit de vídeo. El desembre del 2021, anunciaren la producció d'una cinquantena de títols de donghua i la intenció de distribuir-los al mercat internacional.